# التهاب

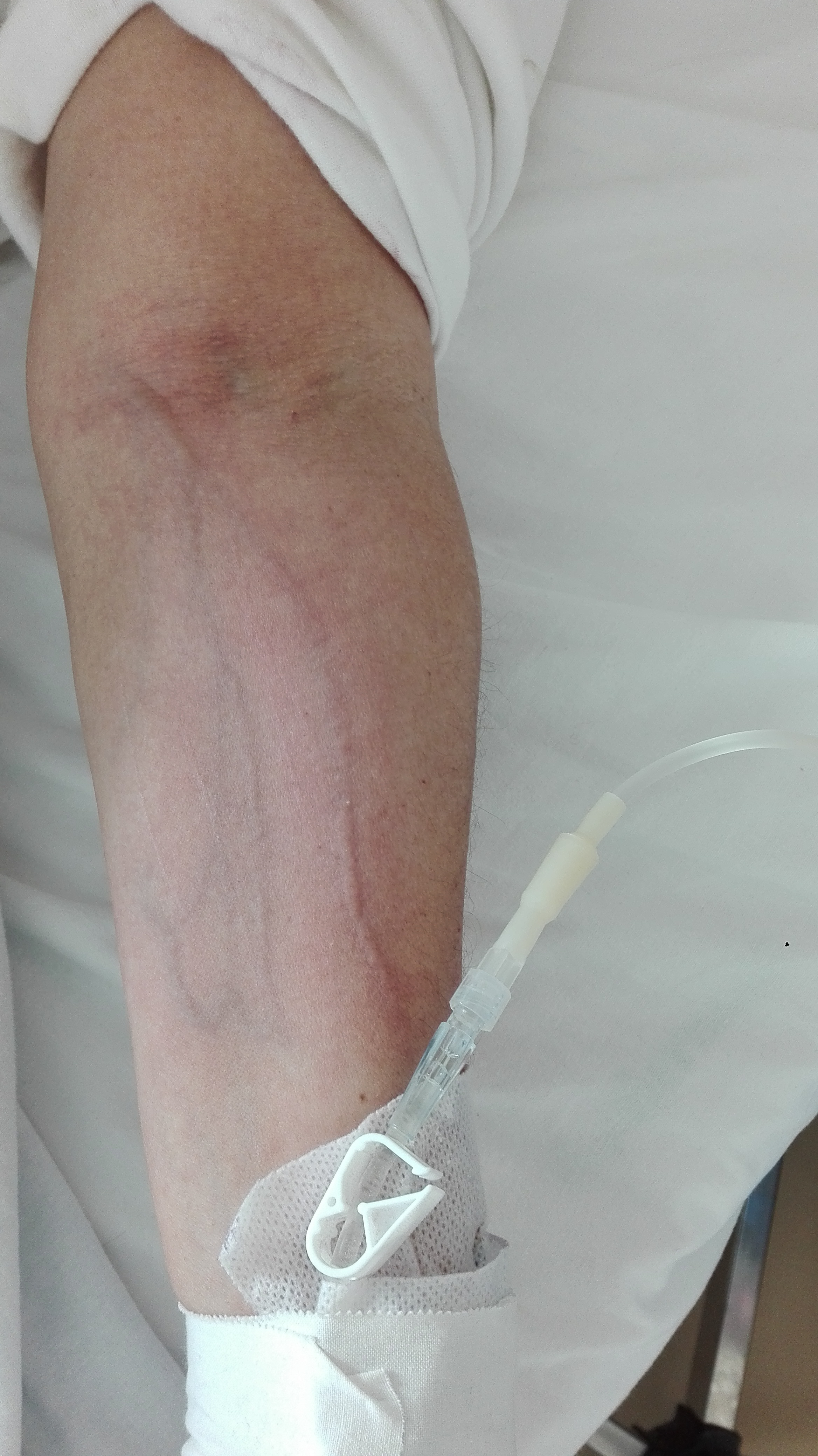
برافروختگی یا التهاب سیاهرگ در واکنش به تزریق سیپروفلوکساسین در بیمار دارای حساسیت دارویی

اِلتِهاب یا بَراَفروختگی یا فلوگوزیس یک مکانیسم دفاع (غیر خاص) ذاتی است که در پاسخ به عملکرد مضر و مخرب عوامل فیزیکی؛ شیمیایی و بیولوژیکی یک واکنش حفاظتی را تشکیل می‌دهد و هدف نهایی اش از بین بردن عوامل اولیه آسیب سلولی (یاخته) یا بافتی و شروع فرایند ترمیم است.التهاب

## مشخصه‌های التهاب
التهاب شامل یک توالی پویا از پدیده‌ها است که خود را با یک واکنش عروقی شدید نشان می‌دهد.
این پدیده‌ها علیرغم تنوع بی‌نهایت عوامل آسیب رسان، ویژگی‌های نسبتاً ثابتی دارند، زیرا آنها فقط توسط عامل آسیب رسان تعیین نمی‌شوند، بلکه مهمتر از همه با انتشار مواد درون زا: واسطه‌های شیمیایی التهاب، تعیین می‌شوند. پدیده‌های اولیه که پاسخ التهابی را تشکیل می‌دهند شامل اتساع عروق و افزایش نفوذپذیری است که منجر به عبور مایعات از بستر عروقی به بافت آسیب دیده و نفوذ لکوسیت‌ها در ناحیه ضایعه می‌شود؛ بنابراین التهاب باعث از بین بردن، رقیق کردن و محدود کردن عامل آسیب‌رسان می‌شود، اما در عین حال یک سری مکانیسم‌ها را به حرکت درمی‌آورد که به ترمیم یا جایگزینی بافت آسیب‌دیده کمک می‌کنند.

## علائم التهاب
از نظر بالینی، علائم اصلی التهاب به ترتیب دقیق عبارتند از: گرمای قسمت ملتهب، قرمزی، تورم، درد، تغییرات عملکردی (گرما، ساییدگی، تومور، درد، Functio laesa). آنها تظاهرات تغییرات بافتی هستند که عبارتند از: اتساع عروق، افزایش نفوذپذیری مویرگها، استاز گردش خون، نفوذ لکوسیت (با حاشیه، غلتش و چسبندگی بر روی سطح اندوتلیال لکوسیت‌ها از طریق بیان مولکول‌های چسبنده، فاز نهایی خارج شدن لکوسیت‌ها از طریق '. اندوتلیوم، کموتاکسی ناشی از پاسخ لکوسیت‌های موجود در فضای بینابینی به عوامل کموتاکتیک، که آنها را به سمت محل آسیب هدایت می‌کند.
گرمی: علت گرمی در موضع التهاب هم پرخون شدن آن محل است[
قرمزی: علت قرمزی گشاد شدن عروق خونی کوچک در بافت ملتهب و در نتیجه پرخونی ناحیه است
تورم: تورم به علت تجمع مایع در فضای بین سلولی ایجاد می‌شود
درد: این درد به علت آزاد شدن موارد شیمیایی خاص از سلول‌های صدمه دیده و گلبول‌های سفید و تأثیر این مواد بر روی عصب‌های درد به وجود می آید

## علت پیدایش
التهاب نوعی پاسخ موضعی بدن است که به دنبال خراش، بریدگی، سوختگی یا هر نوع آسیب بافتی دیگر بروز می‌کند و باعث تورم، قرمزی، گرمی، و خارش محل آسیب دیده می‌شود.
التهاب یک پاسخ فیزیولوژیک به محرک‌های گوناگون مانند عفونت و زخم‌های بافتی، سرمای زمستان و … است که به سرعت ایجاد شده و چنانچه مراقبتهای صحیح انجام شود، به زودی پایان می‌یابد.
برانگیزاننده‌های التهاب می‌توانند میکروبیولوژیکی (باکتری، ویروس، قارچ) باشند یا شیمیایی (مواد حساسیت‌زا و غیره) یا جسمانی (گرما، پرتوهای یون‌ساز، پرتوهای فرابنفش و غیره). التهاب‌ها هم‌چنین ممکن است در پی واکنش‌های خودایمن بدن از حمله در رماتیسم پدید بیایند. بدن می‌کوشد از طریق التهاب عوامل آسیب‌زننده را برطرف کند و آسیب را ترمیم نماید.
داروهای ضد التهاب در فعالیت آنزیم‌هایی که موجب التهاب و تورم می‌شوند تأثیر می‌گذارد. عارضه التهاب به عوامل مختلف از جمله بیماری قلبی و سرطان ارتباط داده شده‌است.
یکی از اولین نتایج التهاب، مجزا کردن ناحیه آسیب دیده از باقی‌مانده بافت‌هاست. فضاهای بافتی و لنفاتیک در ناحیه ملتهب توسط لخته‌های [[فیبرینوژن]] مسدود می‌شوند و از این راه مایع به سختی در این فضا جریان می‌یابد. این مجزا کردن با دیوارکشی ناحیه آسیب دیده، انتشار باکتری‌ها یا محصولات سمی را به تأخیر می‌اندازد.
شدت روند التهابی معمولاً متناسب با میزان آسیب بافتی است. برای نمونه باکتری‌های استافیلوکوک که بافت‌ها را مورد تهاجم قرار می‌دهند، سم‌های سلولی به‌شدت کشنده‌ای آزاد می‌کنند.

## گونه‌ها

### نسبت به طول مدت
التهاب بر اساس یک معیار زمانی در التهاب حاد و التهاب مزمن طبقه‌بندی می‌شود. سپس می‌توان دومی را بر اساس یک معیار فضایی به منتشر (التهاب بینابینی مزمن) یا محدود شده (التهاب گرانولوماتوز مزمن) تشخیص داد.

## نسبت به عامل و عوارض آن
ساده، ویژه، چرکی، سمی، واکنشی، زایا، نزله‌ای، پارانشیمی، سروزی، ضربه‌ای، قرحه‌ای.

### التهاب حاد
التهاب حاد یک فرایند التهابی سریع است که بافت‌های بدن را درگیر می‌کند و با مرحله تشخیص عامل ایجاد کننده التهاب از طریق گیرنده‌هایی که روی سلول‌های ایمنی ذاتی قرار می‌گیرند شروع می‌شود. در این میان ما TLR‌ها را داریم که پس از فعال شدن، یک برنامه ژنتیکی پیش التهابی را آغاز می‌کنند. با داشتن یک دامنه TIR، این گیرنده‌ها واسطه یک سقوط انتقال پیش‌التهابی هستند که در نهایت منجر به فعال‌سازی کمپلکس NF-ÎºB می‌شود، که مکانیسم اصلی تنظیم‌کننده رونویسی زیربنای یک برنامه پیش التهابی است. در این مجموعه، پروتئین‌های P50 و P65 نقش کلیدی ایفا می‌کنند که معمولاً به یک مهارکننده به نام IκB مرتبط هستند. هنگامی که سیگنال می‌رسد، یک کیناز IκB را فسفریله می‌کند و در نتیجه P50 و P65 جدا می‌شود. IκB توسط یک پروتئاز تجزیه می‌شود، در حالی که پروتئین‌ها به هسته مهاجرت می‌کنند و در آنجا به مکان‌های توافقی NF-kB متصل می‌شوند.
القای فعال شدن ژن‌هایی که کد می‌کنند: سیتوکین‌های التهابی، کموکاین‌های پیش التهابی، مولکول‌های چسبندگی و مولکول‌های تحریک کننده که واسطه پاسخ ایمنی هستند.

### التهاب مزمن
التهاب مزمن یک فرایند التهابی طولانی مدت است که در آن التهاب فعال، تخریب بافت و تلاش برای ترمیم همزمان وجود دارد. التهاب‌های مزمن می‌توانند از تداوم آنتی‌ژن‌های فلووژنیک به دنبال یک التهاب حاد که به‌طور کامل برطرف نشده‌است، ناشی شوند. ممکن است این عوامل توسط سیستم‌های دفاعی قابل دسترسی نباشند یا مواد لیتیک قادر به هضم آنها نباشند. شاخص مزمن بودن التهاب با توجه به مقدار بافت گرانولاسیونی که توسط فیبروبلاست‌ها تشکیل شده‌است و سطح لنفوسیتوز ایجاد شده نشان می‌دهد.

## نگارخانه

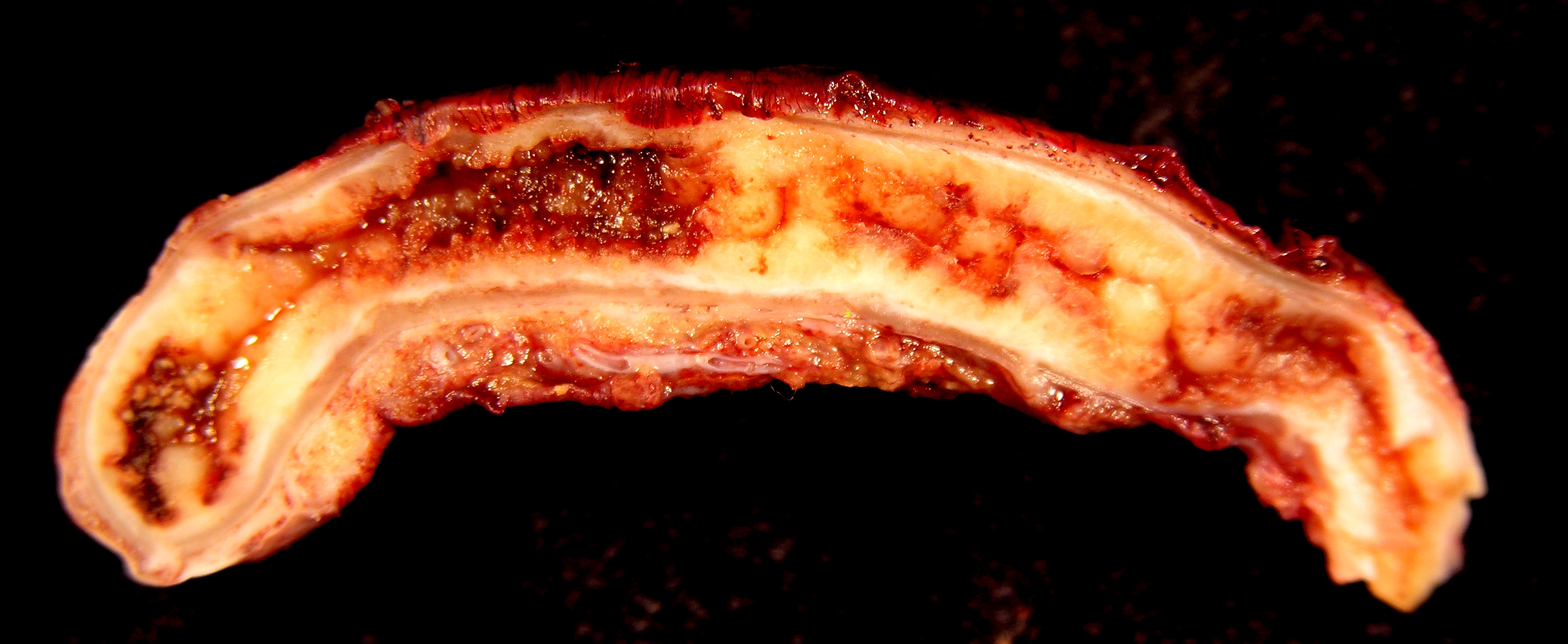
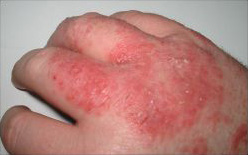
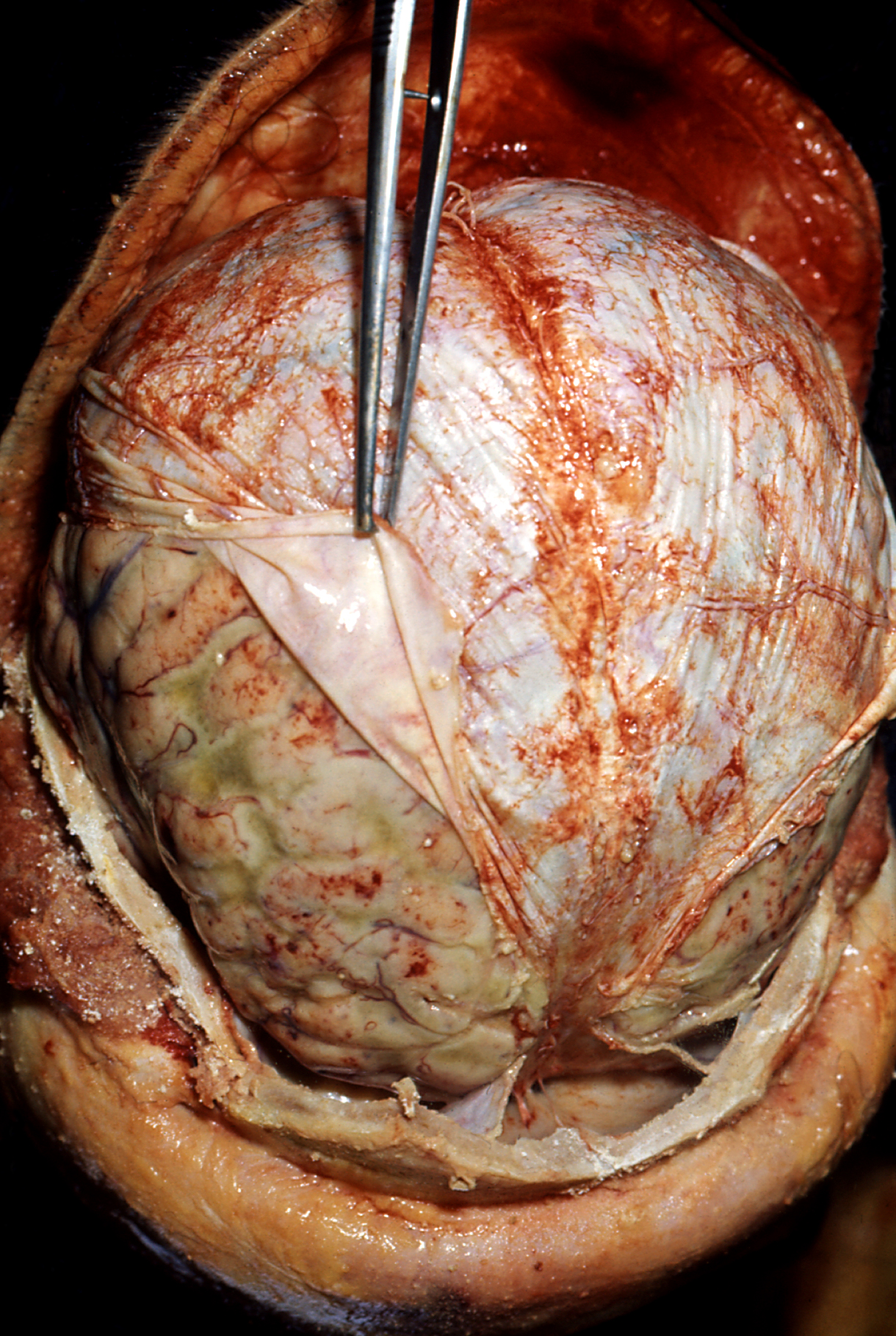
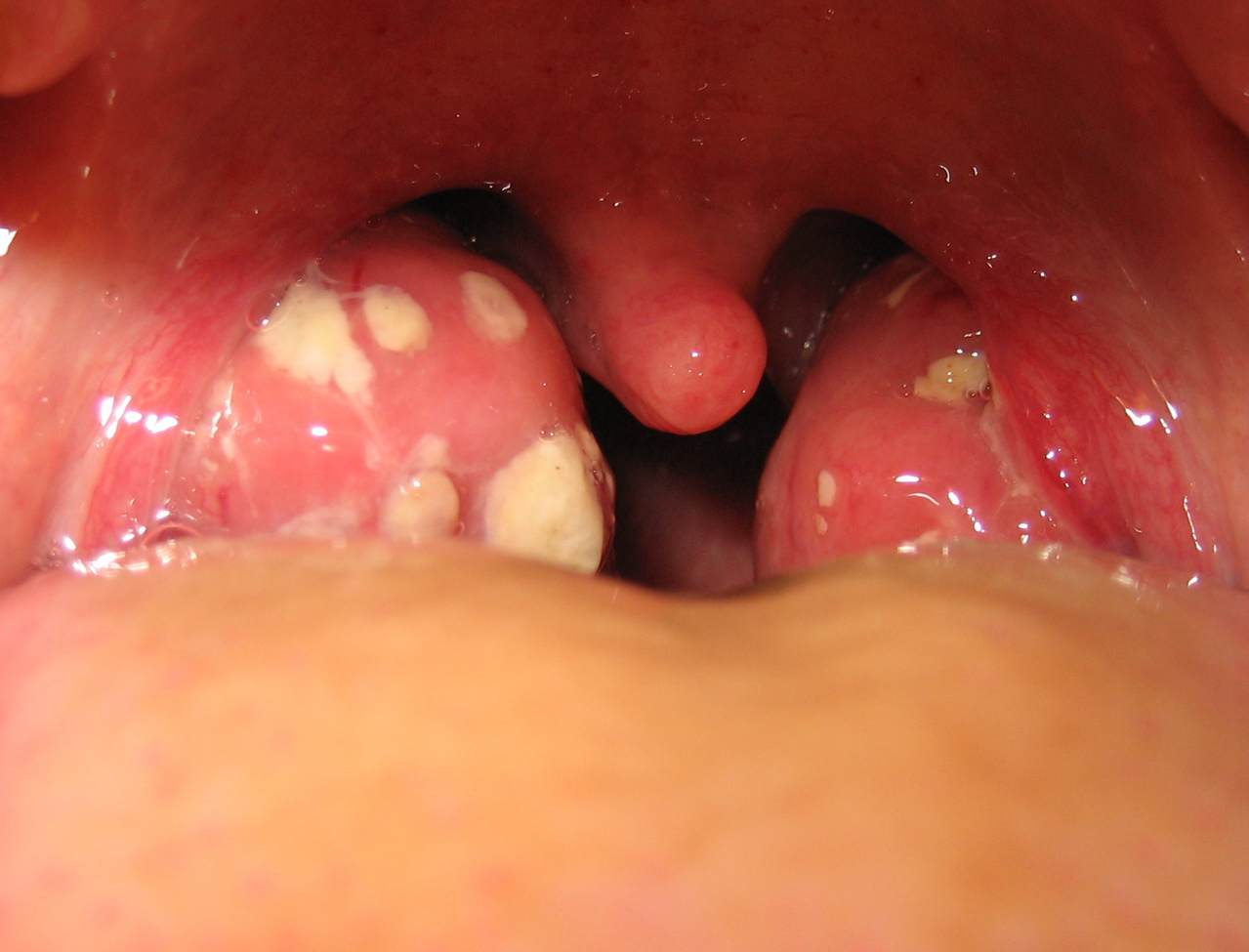

## عوامل
- سوختگی
- حساسیت‌زاهای شیمیایی
- یخ‌زدگی
- مواد سمی
- عفونت توسط بیمارگرها
- زخم، سطحی یا نفوذی
- واکنش ایمنی بدن در اثر بیش‌حساسی
- پرتو یون‌ساز
- اجسام خارجی هم‌چون خس و خاشاک